# Cristo Rey de Belalcázar
El Cristo Rey de Belalcázar, llamado también Monumento a Cristo Rey, es una escultura colosal del Cristo Rey construida en concreto reforzado, de 37 metros de altura, ubicada en el municipio de Belalcázar, departamento de Caldas, Colombia. Su construcción inició en 1948 y fue inaugurada el 3 de enero de 1954. La obra, proyectada como símbolo religioso y comunitario, fue promovida por el presbítero Antonio José Valencia Murillo en el contexto del conflicto sociopolítico conocido como «La Violencia» en Colombia. La estructura pertenece a la Iglesia católica y está bajo la administración de la diócesis de Pereira, a través de la parroquia La Inmaculada.

## Autores y construcción
La iniciativa para construir el monumento fue impulsada por el presbítero Antonio José Valencia durante su estadía en Belalcázar. Según registros históricos, Valencia promovió la creación de una imagen religiosa en el cerro del Oso, convocando a la comunidad para elegir la representación. La propuesta seleccionada fue la del artista Antonio Palomino, quien desarrolló un diseño basado en una vista aérea del monumento proyectado. El terreno le fue concedido al sacerdote por el propietario Ángel Arango y consagrado para el monumento con una procesión de los fieles de la localidad. Su construcción de cemento comenzó en 1948 y duró seis años en completarse.
El equipo encargado de la construcción incluyó a Alfonso Hurtado Sarria (ingeniero), Libardo González (arquitecto), Antonio Palomino Escobar (artista) y Francisco Hernández Jaramillo (maestro de obra). La obra fue dedicada por los obispos de Pereira y San Gil presidida por el arzobispo de Manizales.

## Descripción
El monumento se encuentra sobre una colina conocida como el cerro del Oso, a 1632 m s. n. m., en el costado sur del área urbana de Belalcázar. El conjunto arquitectónico tiene una altura total de 37 metros, divididos en un pedestal de 15 metros y una estatua de 22 metros. El acceso interior al monumento incluye una escalera de 161 peldaños que permite llegar hasta el interior de la cabeza de la estatua. El diseño y levantamiento arquitectónico final fue realizado en 2022 por el geodesta Carlos Arturo Jiménez.
Forma parte de una serie de monumentos con la misma advocación construidos en Colombia durante las décadas de 1930 a 1950, periodo en el cual se edificaron también estatuas similares en otros países de América y Europa. La iniciativa estuvo influenciada por la proclamación de la festividad de Cristo Rey por el papa Pío XI en 1925 mediante la encíclica Quas Primas, así como por experiencias previas como el monumento en el cerro del Cubilete, en México.
El monumento ha funcionado como parque público desde su inauguración, a pesar de encontrarse en un terreno propiedad de la Iglesia. Se accede a una explanada y a un mirador ubicado en el quinto piso, desde donde es posible observar varios municipios del eje cafetero, parques nacionales y valles de la región. El acceso a ciertas áreas del monumento requiere un pago destinado a su mantenimiento.

## Reconocimiento cultural

Cristo Rey en medio de los cafetales de Belalcázar.

El monumento está ubicado en el área reconocida como Paisaje Cultural Cafetero, inscrito por la UNESCO como Patrimonio de la Humanidad en 2011. Forma parte del patrimonio cultural colombiano debido a su valor simbólico y su relación con procesos históricos y sociales ligados al cultivo del café y a las manifestaciones religiosas populares.
En 2015, el Congreso de la República de Colombia estableció mediante la Ley 1754 del 25 de junio las directrices para su conservación, asignando responsabilidades a las entidades públicas pertinentes, incluyendo al Ministerio de Cultura.

## Función religiosa

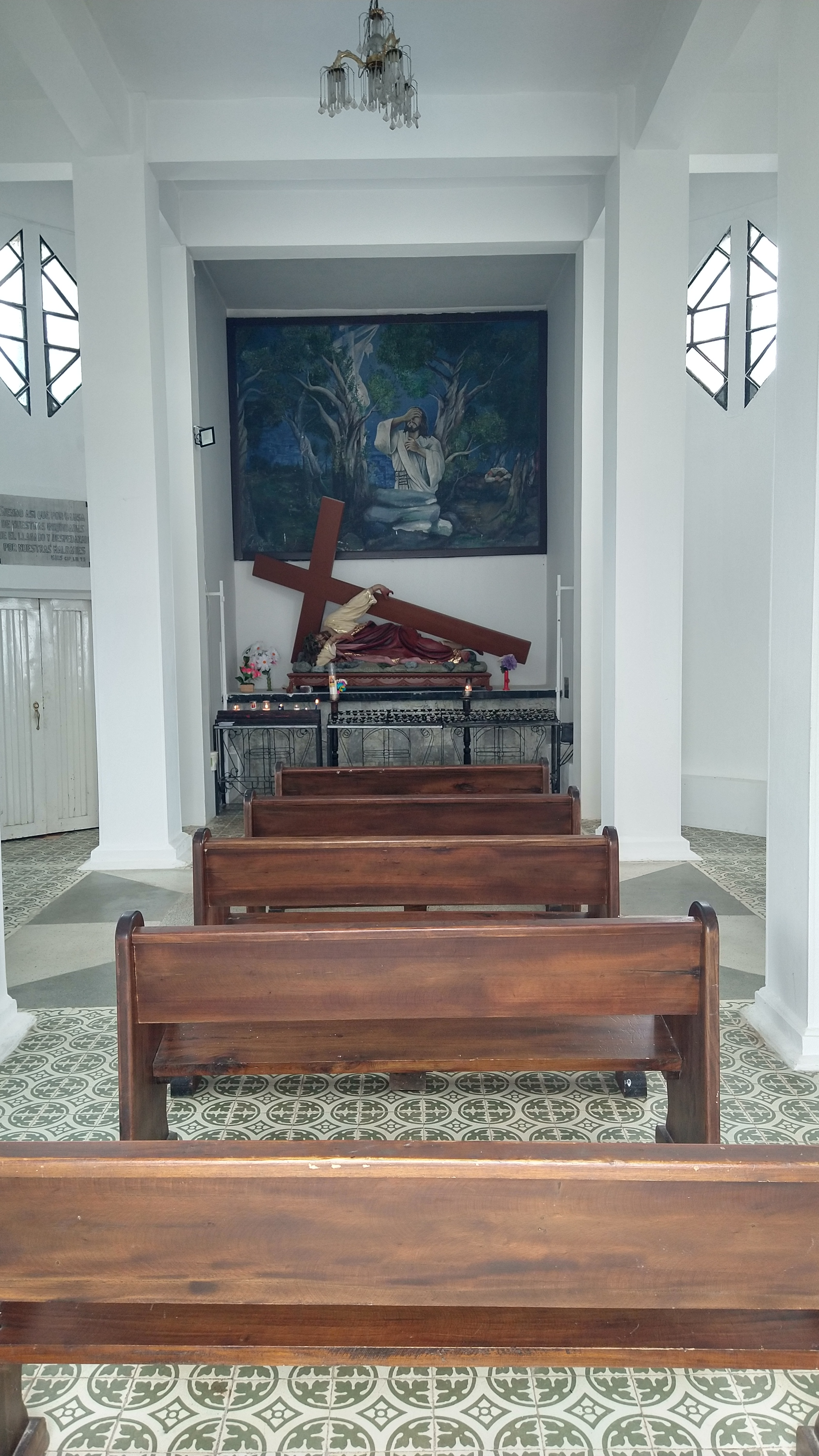
Imagen del Señor Caído en la capilla del primer piso del Cristo Rey.

El monumento funciona como santuario católico. Desde su inauguración, ha sido lugar de peregrinación para fieles que practican devociones como el Vía Crucis y la veneración del Señor Caído. En 2022 se institucionalizó la celebración anual de la solemnidad de Jesucristo Rey del Universo, que incluye actos litúrgicos, predicación y otras actividades pastorales.
El monumento forma parte de una propuesta pastoral que vincula elementos arquitectónicos y artísticos con referencias bíblicas. Esta interpretación ha sido sistematizada en una guía que organiza la visita en tres recorridos: uno exterior por la explanada, que destaca simbolismos derivados del libro del Apocalipsis; uno por los pisos del edificio, estructurado a partir del Triduo Pascual y otros elementos de la teología cristiana; y uno vertical por los seis niveles interiores de la estatua.
En total, se incluyen 67 pasajes bíblicos distribuidos en los tres recorridos. El edificio tiene 161 escalones, número que ha sido asociado simbólicamente a los 150 salmos, los 7 cánticos del Apocalipsis y los 4 cánticos evangélicos de la Liturgia de las Horas.